# ك. لي مانويل
ك. لي مانويل (بالإنجليزية: K. Lee Manuel)‏ هي فنانة أمريكية، ولدت في 1936، وتوفيت في 5 نوفمبر 2003.